# Бистре (Свитави)
Бистре (чеш. Bystré) град је у Чешкој Републици. Град се налази у управној јединици Пардубички крај, у оквиру којег припада округу Свитави.

## Становништво
Према подацима о броју становника из 2014. године град је имао 1.595 становника.